# Radisson Blu Scandinavia Hotel, Oslo

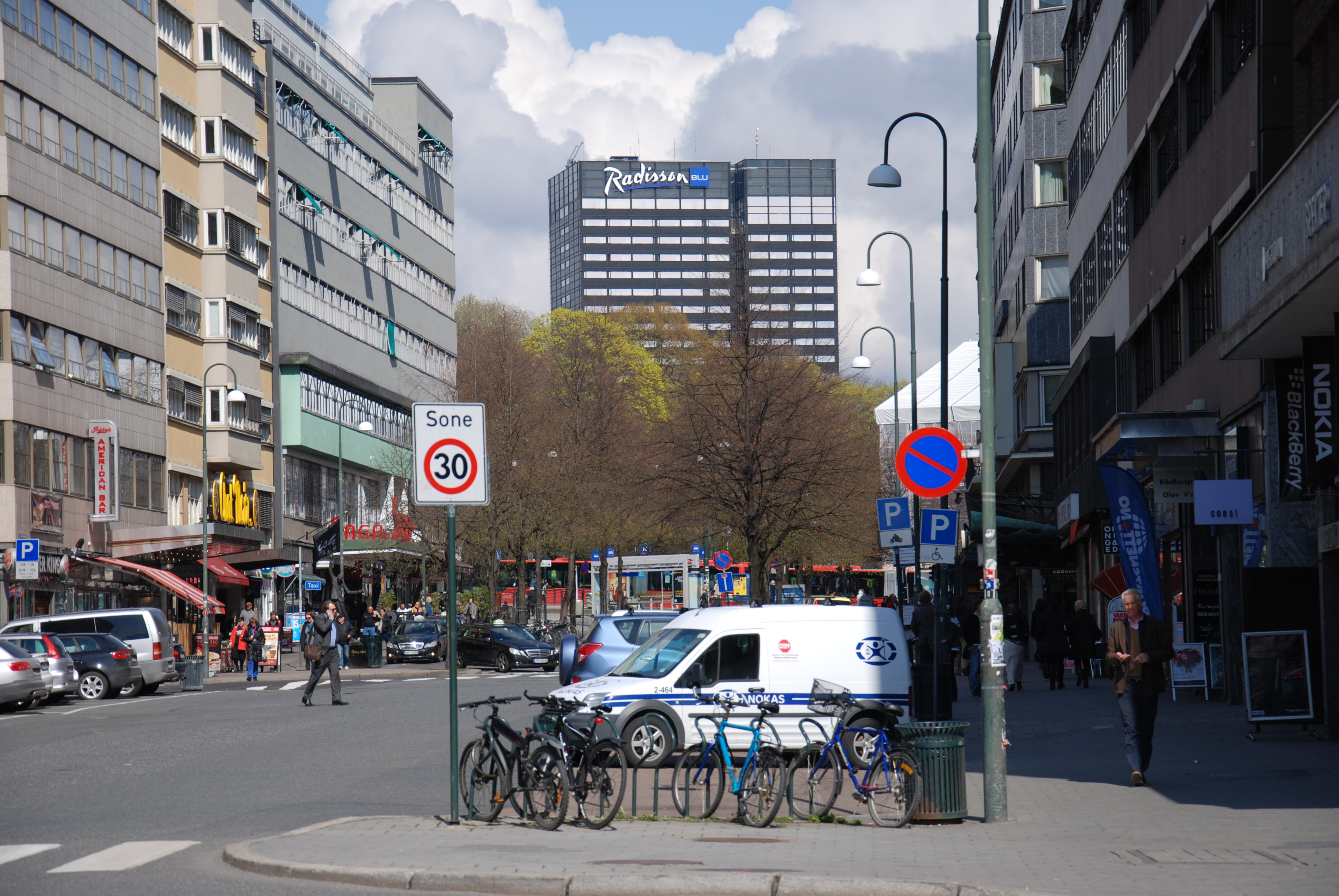
Radisson Blu Scandinavia Hotel sett från Olav Vs gate

Radisson Blu Scandinavia Hotel, tidigare Radisson SAS Hotel Scandinavia, är ett hotell vid Holbergs plass omedelbart öster om Slottsparken i Oslo i Norge.
Hotellet byggdes 1975 på området där tidigare Aars og Voss' skole låg och är med sina 67 meter Oslo tredje högsta byggnad.
Hotellet drevs från början som ett SAS-hotell, men ingår från 2009 i den amerikanska hotellkedjan Radisson Hotels. Hotellet på Holbergs plass i Oslo fick namnet Radisson Blu Hotel Scandinavia.